# 성과주의예산제도
성과주의예산제도(成果主義豫算制度, Performance-based budgeting, Performance budgeting system)는 예산을 편성할 때 성과 목표와 달성 방법을 설정한 뒤, 그 성과를 평가해 이를 예산에 반영하는 제도이다. 즉 기존의 투입(input) 위주의 예산제도의 한계를 벗어나 성과(output) 위주로 예산을 운용하는 예산제도이다.

## 역사
1913년부터 1915년까지 뉴욕시정연구회의 주관 아래 뉴욕시 리치몬드구에서 시도된 원가예산제(cost data budget)가 그 시초이다.
1930년대 미국 정부는 대공황을 극복하기 위해 뉴딜 정책을 추진하였다. 뉴딜 정책이 성과를 거두자 예산의 통제적 기능뿐 아니라 관리적 기능도 중요하다는 것이 인식되었다. 이러한 인식하에 1930년대 중반부터 미국, 영국, 오스트레일리아, 뉴질랜드 등의 국가는 성과주의 예산제도를 도입하였다.
1980년대 중반 이후부터는 세계 선진 각국에서 정부 예산의 효율적인 운용을 위해 성과주의 예산제도를 추진했거나 현재 추진 중에 있다.

### 미국에서의 역사
1910년대 뉴욕시 리치몬드구에서 시도된 원가예산제도를 효시로 1934년 농무부의 사업별예산, 1934년 테네시강 유역 개발 공사의 예산 등이 그 기원을 이룬다.
1939년 미국 재무부 소속이던 예산국이 미국 대통령실로 이관된 것도 기존의 통제지향적인 예산정책에서 성과지향적인 예산정책으로 이행하기 위함이었다.
1949년 제1차 후버 위원회(Hoover Commission)는 성과주의 예산의 개념과 기법을 일반화시키고 성과주의예산제도라는 명칭을 만들어 냈다. 1950년의 예산회계절차법(Budgeting and accounting procedures act)은 연방정부에 성과주의예산을 적용하도록 규정하였으며, 이로 말미암아 연방정부뿐만 아니라 많은 주 정부와 지방정부 역시 이를 도입하게 되었다. 이로써 1950년 트루먼 행정부가 처음으로 완벽하게 구성된 성과예산을 의회에 제출하게 된다. 1955년 제2차 후버 위원회는 성과주의예산제도를 더 정교하게 발전시켰다.
이후 미국 연방정부에서는 기획예산제도(PPBS), 목표관리제도(MBO), 영기준예산제도(ZBB) 등과 연계를 시도하는 등 시행착오를 겪다가, 1993년 정부성과결과법이 제정되면서 현재와 같은 형태로 만들어졌다. 연방정부뿐 아니라 미국 주 정부에서도 적극적으로 시행되고 있는데, 47개 주에서 성과주의 예산제도를 채택하고 있고, 그중 31개 주에서는 법률로 이를 규정하고 있다.

### 대한민국에서의 역사
대한민국에서는 미국의 성공 사례를 따라 1962년부터 일부 부처의 일부 사업에 대해 시험적으로 적용하였으나 성공적으로 운용되지 못해 1964년에 폐지되었다.
2000년 기획예산위원회는 정부부문의 효율성과 투명성을 제고시키기 위해 성과주의예산제도를 단계적으로 도입하기로 결정하였다.
2006년에 「정부업무평가 기본법」이 제정되어 성과주의예산의 법적 근거를 마련했다. 즉, 「정부업무평가 기본법」의 제2조제6항에서 성과관리를 “정부업무를 추진함에 있어서 기관의 임무, 중·장기 목표, 연도별 목표 및 성과지표를 수립하고, 그 집행과정 및 결과를 경제성·능률성·효과성 등의 관점에서 관리하는 일련의 활동”이라고 규정하였다. 또한, 제28조에서 “중앙행정기관의 장은 평가결과를 조직·예산·인사 및 보수체계에 연계·반영하여야 하며,(제1항) 평가결과를 다음 연도의 예산요구시 반영하여야 한다.(제2항) 기획재정부장관은 평가결과를 중앙행정기관의 다음 연도 예산편성시 반영하여야 한다.(제3항)”라고 규정하여 성과가 예산에 반영되도록 하였다.

## 내용
기존의 투입 위주의 예산제도는 예산이 기관별로 구분되고 그 사용 내역을 물품별로 표시하였다. 이는 예산의 집행과 검사에는 편리하나 성과를 올리는 데 어떠한 방법으로 얼마만큼의 예산이 필요한지가 불명확하여, 능률성·경제성 평가를 하기에 곤란하였다. 이러한 한계를 극복하기 위해 등장한 성과주의예산제도는 성과를 기능·사업·활동별로 구분하고, 성과 목표·비용과 수행된 작업·성과를 양적으로 표시하는 데 주안을 두었다.
거리청소사업을 예로 들면, 기존의 투입 위주 예산제도는 청소부 인건비, 청소차량 구입·유지비가 예산대로 집행되었는가에만 관심을 가진다. 반면, 성과주의예산제도는 거리청소사업의 성과목표인 ‘거리 환경이 얼마나 깨끗해졌는가’를 양적으로 평가하여 다음년도 예산에 반영하는 것이다.
예산을 책정할 때는 각 사업에 대해서 단위원가와 업무량을 수량화한 후 이를 곱하여 필요한 예산액을 산출한다. (단위원가 × 업무량 = 예산액)

### 장점
- 성과가 한눈에 파악되므로 각 기관의 생산성 향상 노력을 유도할 수 있다.[11]
- 정부예산을 장기적 목표와 결부시킬 수 있다.[9]
- 정부가 추진하는 사업과 비용을 파악하기가 쉬워지므로 국민들의 정부 사업에 대한 이해도를 제고할 수 있다.[2]

### 단점
- 품목별 예산제도에 비해 많은 시간과 노력이 든다.[11]
- 업무측정 단위가 잘못 설정될 경우 예산 편성과 예산 사용 기관의 활동을 왜곡시킬 수 있다.
- 단위원가를 측정하기 어렵다.
  - 단위원가를 정확히 측정하려면 고도의 회계 지식을 가진 전문가라야 하는데, 이와 같은 인력을 많이 확보하기란 쉬운 일이 아니다.[주 5][2]
- 수량화하기 어려운 사업에 대해서는 적용이 어렵다.
  - 예컨대, 정부가 ‘도덕성 회복 공익 활동’을 전개했을 때 그 성과는 수량화하기 어려울 것이다.[2]
- 과도하게 성과에 매달리면 오히려 궁극적인 목표 달성에서 멀어질 수 있다.
- 정책이나 사업계획에 중점을 두므로 공금관리가 소홀해지고 회계책임이 불분명해질 우려가 있다.[5]
- A라는 사업이 왜 B라는 사업보다 더 필요한 사업인가에 대한 실질적인 해답을 주지 못한다는 한계가 있다.[5]

### 내용주
1. ↑  이전에는 ‘기능 혹은 활동예산’(Functional or Activity Budgeting)으로 불렸다.[5]
2. ↑  국방부와 농림부[2]
3. ↑  거리의 청결도, 주민들의 만족도 등
4. ↑  단위원가란 업무측정 단위(예컨대, 100km 구간의 고속전철을 건설할 때 1km를 업무측정 단위로 정하는 것) 하나를 산출하는 데 들게 되는 모든 경비(인건비·자료비 등)를 말한다.
5. ↑  대한민국에서 1960년대에 성과주의예산제도를 도입했으나 실패한 것도 이 문제를 해결하지 못했기 때문이다.

### 참조주
1. ↑  성과주의 예산제 《한경 경제용어사전》. 한국경제신문
2. 1 2 3 4 5 6  행정학용어 표준화연구회, 성과주의 예산 《이해하기 쉽게 쓴 행정학용어사전》. 새정보미디어
3. 1 2  pmg 지식엔진연구소, 성과주의 예산제도 《시사상식사전》. 박문각
4. 1 2  기획재정부, 성과주의예산제도 《시사경제용어사전》. 대한민국정부
5. 1 2 3 4 5 6  성과주의예산제도(PBS) 법률저널
6. ↑  이종수, 성과주의 예산제도 《행정학사전》. 대영문화사
7. 1 2  유훈, 성과지향적인 예산제도[깨진 링크(과거 내용 찾기)] 《행정학전자사전》. 한국행정학회
8. ↑  성과주의예산제도 시범사업 선정[깨진 링크(과거 내용 찾기)] 기획예산위원회 보도자료
9. 1 2  박은태, 성과주의 예산 《경제학사전》. 경연사
10. ↑  미래와경영연구소, 성과주의예산제도[깨진 링크(과거 내용 찾기)] 《NEW 경제용어사전》. 미래와경영
11. 1 2  신현기·박억종·안성률·남재성·이상열, 성과주의 예산제도 《경찰학사전》. 법문사